# Церква Святої Трійці (Станків)
Церква Святої Трійці — дерев'яний храм у селі Станків Стрийського району.

## Історія церкви
Із найперших документальних згадок можна зробити висновок, що у Станкові була маленька капличка-церква. Хто і коли саме збудував її, які були перші священики, цього нині достеменно ніхто не скаже. Але назва місцевості у Станкові, яку досі називають Попівщина, свідчить про цю церкву.
Розповідали, що фалиський пан купив у місцевого пана ділянку землі над річкою Жижава. На горбі новий господар побудував церкву (бо тоді був закон, що спочатку будували церкву, а потім житло для себе). З того часу мешканці і Фалиша, і Станкова ходили до церкви у Фалиш. Тут, у Фалиші, було побудовано також резиденцію для священика. Проте за якийсь час церква згоріла.
Ситуація змінилася 1850 року, коли станківчани закінчили будувати у своєму селі дерев'яну церкву Пресвятої Трійці. Керував будівництвом парох села Фалиш. Церкву будували на пожертви селян. Князь Пузина купив образ Матері Божої, який знаходиться у церкві і досі.
До 1911 р. церква була спільною для Станкова і Фалиша. У 1911 р. громада Фалиша збудувала свою власну. Тому в церковних документах початок церкви у с. Станків датується 1911 роком. У 1916 p., під час Першої світової війни, церква була дуже зруйнована, і її перебудували під керівництвом місцевого пароха отця Гошовського. Господарі Йосип Булат і Вікентій Бучковський офірували під церкву частину своєї землі.
До 1950-х років священики, які працювали у Станківсько-Фалиській парафії, відправляли у церквах позмінно. Наприклад, у неділю вранці у Фалиші Служба Божа, а пополудні у Станкові -Вечірня. На наступну неділю вранці у Станкові Служба Божа, а пополудні у Фалиші — Вечірня.

### Кількість парафіян
Про кількість парафіян у Станкові подаємо дані разом з даними щодо інших конфесій — католиків і євреїв:
- 1832 р. — 522 греко-католики, 33-католики, 14-євреїв, 8 інших;
- 1921 р. — 867 (усіх разом);
- 1924 р. — 750 греко-католиків, 70 католиків, 13 євреїв; 1927 р. — 806 греко-католиків, 50 католиків, 13 євреїв;
- 1931 р. — 961 (усіх разом);
- 1932 р. — 832 греко-католики, ЗО католиків;
- 1935 р. — 780 греко-католиків, 124 католики*, 16 євреїв, 1 протестант;
- 1941 р. — 754 греко-католики, 35 католиків, 4 євреї.

### Священики
- 1788 — парохом у с. Станків був о. Стефан Корчинський (згідно з Йосифинською метрикою).
- 1830-1850-их — парохом у с. Станків був о. Микола Вашкевич (*1781-†?).
- 1870-их — парохом у с. Станків був о. Омелян Косевич
- 1880-1891 — парохом у с. Станків був о. Михайло Мармурович (*1848-†?).
- 1891-1901 — парохом у с. Станків був о. Омелян Білинкевич (*1864-†?).
- 1901-1907 — парохом у с. Станків був о. Михайло Горчинський (*1873-†?).
- 1907-1937 — Фалисько-Станківську парафію обіймав отець Микола Гошовський (*1875–†15 лютого 1937), колишній парох міста Стрия. Він народився 1875 p., був почесним радним Митрополичої консисторії і Стрийським деканом. о. М. Гошовський був одним з перших будівничих національної свідомості Стрийщини, редактором журналу «Господар і промисловець», що виходив у 1909—1911 pp. у Стрию як орган Крайового господарсько-молочарського союзу (пізнішого «Маслосоюзу»). Він помер 1937 p., похований у Фалиші.

- З інших священиків треба згадати Володимира Нижанківського — колишнього пароха Фалиша, який помер 1908 році. Він хотів присвятити себе сцені. Його брат О. Нижанківський, священик у Братківцях, помер 1906 р. У юності він мріяв студіювати медицину. Про свої молодечі поривання брати казали: |  | «Ні один з нас не досягнув того через брак фінансових засобів». |

- 1937—червень 1939 роках у Станкові був парохом священик Іван Ганицький (*1895–†1950). У 1916 році закінчив Львівську академічну гімназію. У часи першої світової війни (1914-1918) був січовим стрільцем, а згодом 1918-1920 роках брав участь у українсько-польській війні та визвольних змаганнях у складі Української Галицької Армії. З 1922 по 1926 навчався у Львівській духовній семінарії. Отримав священицькі свячення у 1927 році, а 1928 року — призначення на парохію у с. Звижень. Його доля, як і долі інших греко-католицьких священиків після ліквідації УГКЦ 1946 року на Львівському соборі, склалася трагічно: він був репресований 27 лютого 1950 року і закатований в концтаборі у с. Брошневі. Похований у м. Долина.

- У червні 1939 р. до Фалисько-Станківської парафії прийшов священик Богдан Семигин. Це якраз отець Семигин зберіг списки січових стрільців у церкві, щоб ніхто не знайшов їх. Він перед смертю віддав ці списки голові церковного комітету Степанові Грицаку. Отець Семигин був стрижнем у боротьбі за національну свідомість, за духовне воскресіння людей. Він своїм прикладом навчав застосовувати християнську науку до суспільного життя. Багато людей пам'ятає, як з церковної каси позичали парафіянам гроші без процентів. Отець Богдан Семигин похований у Фалиші.

- 1993 р. у Станківську парафію прийшов отець Філарет Кушнір, який пропрацював тут до своєї смерті — до жовтня 2001 р. Отця Філарета поховали у його рідному селі Добрянах.

- Після смерті отця Філарета парафію очолив отець Ігор Гілецький родом з Журавна. Перед цим він правив в Стрийській Успенській церкві, пізніше в с. Стриганцях та с. Піщани. Під його опікою проводиться реконструкція церкви, благоустрій церковної території для просвітницько-рекреаційної зони парафіян і багато інших започатковано ідей. Засновано від жовтня 2014 року, щорічно в неділю після свята Покрови Богородиці свято села- парафії Станків де було встановлено перший пам'ятник на Стрийщині «Небесної Сотні».
- В червні 2022 року у зв'язку з неодноразовими зверненнями громади села та голови Моршинської ОТГ щодо неналежної діяльності як пароха, отця Ігора Гілецького було знято зі Станківської парафії.

### Церковна власність
Церковну власність у Станкові складали поля і сіножаті, якими володів священик. До 1900 року кожний священик мав 24 морги поля і 8 моргів сіножаті, а з 1900 року — 44 морги сіножаті. Кожний священик наймав слуг, які обробляли поля, доглядали за худобою, працювали у домашньому господарстві. Усі ці поля і сіножаті належали до двох сіл: Станкова і Фалиша. Тоді це була одна парафія. Священик І. Галецький свої поля давав у оренду за третій ряд картоплі чи буряків.
За радянських часів церковні землі перейшли у власність колгоспу. Священик міг користуватися лише городом як присадибною ділянкою.

### Дзвіниця та дзвони
Дзвіницю у селі побудували пізніше, ніж церкву. Будували дзвіницю громадою у 1934 р. Купили три дзвони: два великі і один малий. Малий дзвін забрали до Фалиша. Найбільший дзвін охрещений Данилом на честь Данила Огородника, який пожертвував найбільшу суму грошей. Хрестили цей дзвін десять кумів, які дали посильні вклади. Другий дзвін названо Василем на честь святого Василія і охрещено у 1937 р. На вимогу німців здавати дзвони для переплавки на зброю Михайло Паранчишин повіз два дзвони на контингент. Скинувши лише один дзвін, Михайло, ризикуючи життям, утік з другим дзвоном додому, а Василь Крочак, Ярослав Крочак, Дмитро Бенюх і Михайло Дмитречко надійно заховали його.
Доля останнього старовинного дзвона стає невідомою з 2009 року. Під виглядом реконструкції тогочасний парох села отець Ігор Гілецький вивіз дзвін з села, замінивши його на менший та неякісний.

## Церква за радянської влади
Колгосп «Дружба» об'єднав чотири сусідні села: Довге, Станків, Фалиш і Братківці. Станків і Фалиш з'єднали в одне село і вирішили, щоб і церква була одна. Таким чином, Станківську церкву закрили. Але ніхто не наважувався торкатися церковних речей. Тоді голова колгоспу І. Шафран закликав циган, які все познімали зі стін. Образи і рушники забрали люди. Євангеліє заховала Ольга Ковалів. Образ Матері Божої, подарований князем Пузиною, віддали у музей «Олеський замок». А в церкві відкрили музей «Художня виставка колгоспу „Дружба“».
Спочатку іконостасу не розбирали. І. Шафран купив 40 метрів сірого полотна. Василь Хома із Довгого у майстерні пошив фіранку на цілий іконостас і заслонив його, щоб не було видно. У церкві проводилися екскурсії для школярів, з райкому привозили людей на різні наради. Ніхто не звертав уваги на іконостас.
Згодом мешканці Фалиша Петро Огородник, Петро Ковальський разом із отцем Романом Василівим розібрали іконостас. Допомагав їм Бабич із Братківців. Він розкручував руки, які були на краях іконостасу. Одна рука впала на підлогу — і луною розлігся дзвінкий, голосний звук. Усі присутні замовкли, з острахом переглянувшись між собою. Ці руки дали отцеві Роману. Усі речі зі Станківської церкви передали у Фалиську.
У 1985 році отець Богдан Семигин, умираючи, сказав присутнім: «Мені на совісті є Станківська церква, вона старша і закрита, а відкрита Фалиська церква». Громада села, почувши останні слова отця Богдана, вирішила відкрити свою церкву. Ініціаторами справи стали Микола Ковальчук, Володимир Бенюх, Степан Грицак, Ганна Огородник. Спочатку вибрали двадцятку — уряд церкви, куди ввійшли Микола Ковальчук, Степан Грицак, Ганна Огородник, Марина Овод, Ярослав Богдан, Рузя Гусак, Корнелія Налисник, Володимир Бенюх, Корнелія Булат, Розалія Дунець, Володимир Налапший, Дмитро Чобич.
Двадцятка пішла з проханням до відповідального у справах церкви 3. Віщинського, щоб відкрити церкву. Але він відповів: «Якщо прийде указ із Москви, ми відкриємо вам церкву». Два роки Розалія Богдан писала скарги, а делегація їздила зі скаргами то до Стрия до 3. Віщинського, то до Львова до уповноваженого у справах церкви Решетила. А вони відповідали одне: «Маєте одну церкву, так і моліться». Кілька разів їздили гуртом Ганна Огородник, Ярослава Вороб'як, Дмитро Чобич, Степан Грицак, Микола Ковальчук, Марія Овод, Ярослав Богдан, Корнелія Булат. Окремо їздили Ганна Огородник, Марія Булат, Люба Пітух.
По образ Матері Божої, подарований князем Пузиною, члени двадцятки Ганна Огородник, Корнелія Булат, Корнелія Налисник, Ізидор Попович, Степан Грицак, Микола Полян їздили автобусом в Олеський замок. В Олеську образ віддали, бо вважали, що він не є оригінальним. Але перед тим Ганна Огородник і Корнелія Налисник їздили до Києва — в кабінет відповідального у справах церкви (прізвища не пам'ятають), щоб узяти дозвіл і номер образа Матері Божої.

## Відкриття церкви
У 1986 році Станківську церкву відкрили офіційно. Коли відкрили церкву, то 4 години дзвони дзвонили безперервно. Із сіл Довгого, Фалиша приходили люди питатися, що сталося у Станкові. Люди з радості плакали і довго не розходилися. Молодь і діти принесли під церкву багато квітів. Але церкві був потрібен ремонт. Дерев'яні стіни були запущені чорним вогнетривким бальцом. Розібраний іконостас стояв у стодолі Степана Ковальчука. Деякі його частини були поломані. Отець Роман забрав кадильницю і 5 малих дзвінків, а кивот продав і весь час твердив усім: «У Станкові церква залишиться закритою».
У клубі скликали збори, на яких поставили питання: «Чи потрібно у Станкові відкривати церкву?» Громада не мала одностайної думки. Почалися крики, сварки. Одні кричали: нехай буде музей, інші проти — вимагали відкрити церкву. Громада розділилася на дві половини: одна складала гроші на ремонт церкви, а друга їздила по райкомах, щоб залишити «Художню виставку», збирала підписи і писала різні петиції за збереження у Церкві музею. Щоб збільшити число підписів, включали у списки навіть дітей із садочка. Коли на Різдво по хатах ходила коляда, то ті, хто хотів церкви, давали по 30-50 руб., а ті, хто не хотів, — по 1-2 руб. або навіть 50 коп., щоб їх гроші не пішли на ремонт церкви.

### Великодні свята 1986 року
І ось весна 1986 року. Усі бажають святити паску у своїй церкві, хоч ремонту ще й не починали. Микола Ковальчук, Володимир Бенюх, Степан Грицак поїхали у Стрий до декана, але той не дозволив святити паски і не призначив священика. Плащаничку у церкві вбрали надзвичайно гарно. Люди ішли до церкви, як колись. Була варта у церкві, сиділо багато людей майже цілу ніч. У Великодній четвер приїхала із Болехова невідома жінка і сказала: «Є в Болехові священик, який посвятить церкву і паски, тільки поїдьте за ним». У Болехові жив священик-декан Благовіщенської церкви зі Стрия. Він був вивезений у Сибір і мав спаралізований один бік. Микола Ковальчук привіз ранком священика, який посвятив церкву і паски людям. А в кінці відправи звернувся до людей із святковими побажаннями і поблагословив усіх: «Да воскресне правда. Нехай святиться над вами воля Божа».
Пополудні вийшли на церковний майдан усі — від малого до старого. Водили гаївки, усі співали. Хлопці виконували спортивні вправи, стріляли, дзвонили. Пізно, уже за північ, розійшлися люди по домівках.
На другий день райком викликав священика із Болехова у Стрий. Там впізнали старенького декана, який повернувся після заслання із Сибіру, і відпустили його. Отже, у 1986 р. станківчани перший Великдень святкували у рідній церкві.
Церква потребувала ремонту. Цим зайнялося майже все село. Володимир Бенюх весь свій час присвятив роботі у церкві, усі накладні на будівельні матеріали виписував на себе. Микола Ковальчук працював у колгоспі і забезпечував вантажними машинами усе, що тільки потрібно було привезти. Церковна двадцятка погодилася із майстрами зробити ремонт за 22 тисячі руб. Спочатку привезли сувій марлі, сім бочок шпаклівки. Дошки на стелажі і стойки (сім кубометрів) виписала Розалія Багрій. Цілими днями Ганна Огородник перебувала у церкві, була порадником майстрів. Займалася обідами, дбала, щоб за чергою жінки їх готували. Підлогу вставляли завжди вечорами до другої години ночі. Цим займалися багато чоловіків: Володимир Богдан, Петро Ковалів, Володимир Бенюх, Іван Огородник, Ярослав Богдан, Богдан Яворів, Юрій Марчишин, Ізидор Попович, Михайло Гусак, Дмитро Чобич, Богдан Гусак, Богдан Вороб'як. Майже щодня ішли на роботу до церкви Ярослав Гусак, Богдан Ковальський, Микола Стефанків. Григорій Шолудько (зі Сходу України) виконав безплатно усі столярні роботи. Надворі під церквою чоловіки встановили хрест. Але дуже швидко в райкомі дізналися про це від донощиків, викопали хрест і занесли до церкви, а людям сказали, що хрест потріскав. Ремонт у церкві уже закінчено, а хрест стоїть усередині. Стіни голі. За день і ніч люди знесли рушники: Марія Дуркот, Стефанія Купранець, Ярослава Чихінда, Ганна Соколик (із Сибіру). Рузя Дунець (Мардонська) дала два рушники і образ, Ярослава Чихінда принесла килимок і обрус на стіл. Михайло Гусак-образ, Володимир Богдан -образ, Ольга Ковалів — цебер для посвячення води, Петро Ковалів офірував крісла, лави, Зюня Ференц із Фалиша — дві вишиті хоругви. Розалія Огородник офірувала чотири рушники, обрус, вазу на квіти. Ганна Бандурка купила кілька метрів доріжки. Варвара Солтис купила доріжки, а її донька вишила фелон і стихар. Ганна Литвин подарувала скляні іграшки на ялинку, рушники, два образи, обрус. Іра Налапша і Миронка офірували павук-світильник, який висить за іконостасом, добротний килим на підлогу. Стефанія Володимирівна Огородник принесла вази, скляні іграшки на ялинку, підноси, годинник, праску, дзвіночки, поодинокі світильники, що є на стінах навколо церкви, для причастя позолочену ложечку. Настуня Конюх — три рушники, дві вишиті хоругви, сувій марлі. Ольга Налапша — дві хоругви, полотно на іконостас, світильник над престолом, два килимки набивні. Мончан — два образи і два рушники. Стефанія Васильків і Катерина Якуб'як все обшили. Ганна Дашко готувала до відкриття церкви художню частину — виставу-монтаж на церковну тематику.
Богдан Яворів перед відкриттям церкви цілу ніч оббивав плюшем усередині церковцю-кивот. Він возив нікелювати усі світильники на колясочний завод. Він же вирізьбив і виточив три стільці: на одному священик читає Євангеліє, а два стоять за захристією з образами.
Юрко Марчишин дістав бляху на церкву і привіз (якраз тоді будівельні матеріали були у великому дефіциті), офірував пилосос, допомагав вантажною машиною довозити потрібні речі для ремонту.
Микола Гусак прикрасив іконостас електричними лампочками. Йому допомагав Роман Людкевич. Обидва працювали цілий тиждень.
В австрійській армії служили Василь Булат і Луць Ковальчук. Разом з ними в Італії відбував військову службу один жовнір — художник, який хотів намалювати портрети красенів — хлопців. Але ті кажуть: «Намалюй нам образи, щоб ми могли їх привести до нашої церкви». Можливо ці образи врятували вояків від загибелі. Образ Ісуса Христа офірував Луць Ковальчук, а Матері Божої — Василь Булат. Після закриття Станківської церкви радянською владою образи знаходились у Фалиській церкві, а з 1986 року знову повернулися до Станкова.

### Відкриття у 1988 році
Після довгих років клопіткої роботи парафіян у травні 1988 р. відбулося урочисте відкриття Станківської церкви. Цей день виявився надзвичайно сонячним і теплим. Раділи люди, а з ними і природа. Із Фалиша і Довгого прийшли процесією люди з хоругвами, прибуло багато священиків із довколишніх сіл. В усіх радісні, сяючі обличчя, а в Ганни Огородник радість виявляється у всіх її рухах. Вона бігає поміж людьми, молоддю, дає поради, куди йти із хоругвами, де краще стояти дітям, які готуються виступати. Церква не могла помістити усіх бажаючих, тож церковне подвір'я зарясніло різнобарвністю вишиванок та квітів. Після відправи посвятили могилу січових стрільців, капличку Пресвятої Богородиці.

## За часів незалежної України
Уся громада Станкова поєдналася. Усі ходять до церкви Пресвятої Трійці. На церковному подвір'ї чоловіки відновили символічну могилу січових стрільців, які загинули у 1914—1919 pp. (за радянської влади могилу розсунули, зруйнували). Богдан Яворів виготовив дерев'яну меморіальну дошку з прізвищами січових стрільців. Згодом Федір Куниця замінив дерев'яну дошку на металеву. На могилі встановлено березовий хрест.
Починаючи з 1991 р. щороку на могилі січових стрільців усією громадою із священиком відправляється панахида і проводиться віче. Особливо святково відзначали першу річницю Незалежності. На церковному подвір'ї майоріло багато державних прапорів, відбулася святкова церковна відправа над могилою. Церковний хор під керівництвом Ярослава Ковальчука виконав пісні січових стрільців. З промовами про героїчну боротьбу січових стрільців виступали Микола Булат, голова Народного Руху Фалиша Богданка Огородник, Ганна Дашко, Богдан Яворів.
Громада вибрала у церкві нову двадцятку — церковний уряд. Церковним касиром став Василь Грицак, який з Володимиром Бе-нюхом і Миколою Ковальчуком, як депутат, приклали усіх зусиль, щоб сільська рада закріпили ділянку землі на будівництво церкви і резиденції священика. Тепер потрібно було грошей. Усі документи на будівництво церкви і резиденції виписав Володимир Бенюх на своє прізвище. Домовлятися про будівельні матеріали їхали завжди удвох: Володимир Бенюх і Василь Грицак. Найбільше переживали Володимир і Василь за громадські гроші, коли їхали платити за цеглу — грошей була ціла сумка. Обидва заслуговують доброго слова, похвали і пошани. Вони віддали багато часу і сил, щоб залишити нащадкам села Станкова церковну резиденцію.
Володимирові Бенюху, на жаль, не судилось закінчити таку бажану і задуману ним справу- помер. Закінчив будівництво Василь Грицак. Ольга Солтис вишила фелон, два стихарі. Число жертводавців збільшилося. Багато вишито нових рушників, офіровано килими, розп'яття Ісуса Христа. Під керівництвом голови церковного комітету на церкві замінили бляху, яка була вже куплена, помалювали церкву знадвору. Відновили на іконостасі навколо образів електричні лампочки — для прикраси. У церкві постійно співає хор під керівництвом Ярослава Ковальчука. Хор став окрасою нашого села. Станківський церковний хор їздив у Гошів співати на Службі Божій.